# Betty Boo
 (mars 2018).
Si vous disposez d'ouvrages ou d'articles de référence ou si vous connaissez des sites web de qualité traitant du thème abordé ici, merci de compléter l'article en donnant les références utiles à sa vérifiabilité et en les liant à la section « Notes et références ».
Betty Boo (de son vrai nom Alison Clarkson) née le 6 mars 1970 à Kensington, Londres, est une chanteuse et compositrice de pop-rap britannique.
Betty Boo fait figure d'OVNI dans le paysage de la pop britannique du début des années 1990 : son succès fut aussi fulgurant que court. Douée comme chanteuse et parolière, elle a fait des études d'ingénieur du son au collège avant de se tourner vers la chanson. Surnommée Betty Boop par ses camarades de classes en raison de sa ressemblance avec l'héroïne de dessin animé, elle prend ce nom pour pseudonyme en le modifiant pour éviter tout problème de copyright. Issue d'un métissage euro-indonésien, elle cultive un look sexy et moyennement provocateur passant d'un strict uniforme de collégienne à un mini-short en cuir très moulant et révélateur.
Boo commença à travailler avec le groupe She Rockers, avant d'entamer une carrière solo et de connaître le succès avec ses premiers singles. Les ventes de son premier album, GRRR! It's Betty Boo furent décevantes.
Alors que sa carrière solo battait de l'aile, Boo se retourna vers l'écriture de chanson et connut à nouveau le succès en co-écrivant Pure and Simple pour Hear'say. Elle écrivit aussi pour Girls Aloud.
Depuis 2005 elle fait partie du groupe WigWam, avec Alex James, bassiste de Blur.

## Discographie

### Albums studio
- 1990 - Boomania
- 1992 - Grrr! It's Betty Boo
- 2022 - Boomerang
- 2024 - Rip Up the Rulebook

### Compilations
- 1999 - Doin' the Do: the Best of Betty Boo